# Mikey Way
Michael James Way, (født 10. september 1980 i Newark, New Jersey), der er mest kendt under kunstnernavnet Mikey Way, er basguitarist i det alternative rockband My Chemical Romance. Han er lillebror til bandets forsanger Gerard Way.

## Bandet
Det var Mikey, der kom på bandnavnet "My Chemical Romance" som kom fra bogen Ecstasy: Three Tales of Chemical Romance.
Den 19. april 2007 blev det officielt, at Mikey tog pause fra bandet, så han kunne tilbringe mere tid sammen med sin kone. Imens Mikey var væk, havde bandet fået Matt Cortez til at afløse, så bandet ikke ville mangle en bassist under deres turné. Den 29. august fortalte Gerard, at Mikey returnerede til bandet og han fik et stort "velkommen tilbage"-knus af bandet.

## Familien og privatlivet
Mikey og Gerards forældre hedder Donna og Donald Way. Han voksede op i Belleville nær Newark, NJ, i USA sammen med sin bror Gerard Way.
Den 7. marts 2007 blev han gift med Alicia Simmons backstage efter en af bandets koncerter i Las Vegas.

## Diskografi
- 2002: I Brought You My Bullets, You Brought Me Your Love
- 2004: Three Cheers for Sweet Revenge
- 2006: The Black Parade
- 2010: Danger Days: The True Lives of the Fabulous Killjoys